# Paragraph 175
Paragraph 175 è un documentario del 2000 diretto da Rob Epstein e Jeffrey Friedman, e narrato da Rupert Everett.
Il film raccoglie la testimonianza di diversi uomini e donne che furono arrestati dai nazisti per omosessualità in base al paragrafo 175, la legge contro la sodomia del codice penale tedesco, che risaliva nella prima stesura al 1871, e che fu inasprito dai nazisti.

## Trama
Tra il 1933 e il 1945, 100.000 persone furono arrestate in base al paragrafo 175. Alcuni di essi vennero imprigionati, mentre altri vennero mandati in campo di concentramento, e solo 4.000 sopravvissero. Nel 2000 si sapevano ancora in vita meno di dieci di questi uomini. Cinque di loro uscirono allo scoperto nel documentario e raccontarono per la prima volta le loro storie, considerate le ultime del Terzo Reich rimaste ancora sconosciute: Karl Gorath, Heinz Dörmer, Pierre Seel, Albrecht Becker, Heinz F.
Paragraph 175 racconta di un vuoto nella memoria storica ufficiale e ne rivela le conseguenze che ancora persistono, raccontate dalle storie private di uomini e donne che le hanno vissute: il combattente della resistenza gay e per metà ebreo che negli anni della guerra aiutò i rifugiati a Berlino; l'ebrea lesbica che fuggì in Inghilterra con l'aiuto della donna che amava; il fotografo tedesco, cristiano, che, arrestato e incarcerato per omosessualità e successivamente rilasciato, si arruolò nell'esercito poiché "voleva stare con degli uomini"; Pierre Seel, un ragazzo dell'Alsazia-Lorena che vide il ragazzo amato torturato e ucciso in un lager.

## Riconoscimenti
- Festival internazionale del cinema di Berlino
  - Miglior documentario